# Callophrys davisi
Callophrys davisi är en fjärilsart som beskrevs av Watson och Comstock 1920. Callophrys davisi ingår i släktet Callophrys och familjen juvelvingar. Inga underarter finns listade i Catalogue of Life.